# Олимпийский стадион (Серравалле)
Олимпийский стадион — футбольный стадион, расположенный в городе Серравалле, Сан-Марино. Является домашней ареной сборной Сан-Марино и футбольных клубов «Сан-Марино» (выступает в Серии С1) и «Ювенес/Догана» (выступает в чемпионате Сан-Марино).

## История
Стадион построен в 1969 году. В 1985 году получил название «Олимпийский» в честь проведения на нём первых Игр малых государств Европы под эгидой МОК.
На территории стадиона расположены олимпийский бассейн, тренировочные поля для футбола и баскетбола, а также штаб-квартира национального олимпийского комитета Сан-Марино.
В 2003 была добавлена 2 трибуна. После завершения работ стадион стал самым большим в Сан-Марино.
Летом 2009 года стадион был реконструирован, натуральный травяной газон был заменён на полусинтетический.